# ゴラクプール原子力発電所
ゴラクプール原子力発電所（英語: Gorakhpur Nuclear Power Plant）はインドのハリヤーナー州、ファテーハーバード県で建設が提案されている原子力発電所。Gorakhpur Haryana Anu Vidyut Pariyojana(GHAVP)とも呼ばれる。
原子力発電所の礎石は2014年1月13日に設置された。計画の第1期では1400MWの発電量を導入し、2021年までの完成を見込んでおり、完成後の第2期で2倍の発電量、合計2800MWを目指す。
2015年に1から4号機の立地許可が出された。2018年3月24日に掘削工事が開始した。

## 設計・特徴
提案されている700MWの加圧水型重水炉（PHWR）はCANDU炉を基にしたインド国産炉であり、現在建設中のカクラパー3、4号機やラジャスタン7、8号機と同型である。原子炉の大きさや設計は、冷却材の部分沸騰が冷却材流路出口で公称最大3%までであるようにされていることを除いてタラプール3、4号機の540MWe級と同様である。

## 費用・経済性
インド原子力発電公社によって建設され、計画の費用は2059億4000万ルピーを見込んでいる。

## 註
1. 1 2 3 4  “Prime Minister Dr. Manmohan sigh Lays Foundation Stone of 2800 MW Gorakhpur Haryana Anu Vidyut Pariyojana (Nuclear Power Project)”.   Press Information Bureau, Government of India (2014年1月13日). 2014年2月6日閲覧。[リンク切れ]
2. ↑  “インド：クダンクラム発電所で２号機が完成 、ゴラクプール計画に４基分の立地許可”.   日本原子力産業協会 (2015年7月17日). 2020年8月27日閲覧。
3. ↑  “インド：ゴラクプールの国産加圧重水炉建設で掘削開始”.   日本原子力産業協会 (2018年3月28日). 2020年8月27日閲覧。